# Contre-Lumières
Le terme de Contre-Lumières, ou Anti-Lumières chez certains auteurs (en anglais « Counter Enlightenment »), est une expression utilisée depuis le XXe siècle pour désigner l'ensemble hétérogène des contre-courants opposés à la philosophie des Lumières du XVIIIe jusqu'au début du XIXe siècle. 
Parfois confondue avec les termes « antiphilosophisme » et « contre-révolutionnaire », l'expression « contre-lumière » a été élaborée et définie rétrospectivement depuis le XXe siècle. 
Pour certains chercheurs comme Isaiah Berlin ou Zeev Sternhell, la pensée des contre-Lumières a eu des filiations intellectuelles dans certains courants de pensées apparus plus tard, comme le totalitarisme ou le néoconservatisme. 

## Terminologie

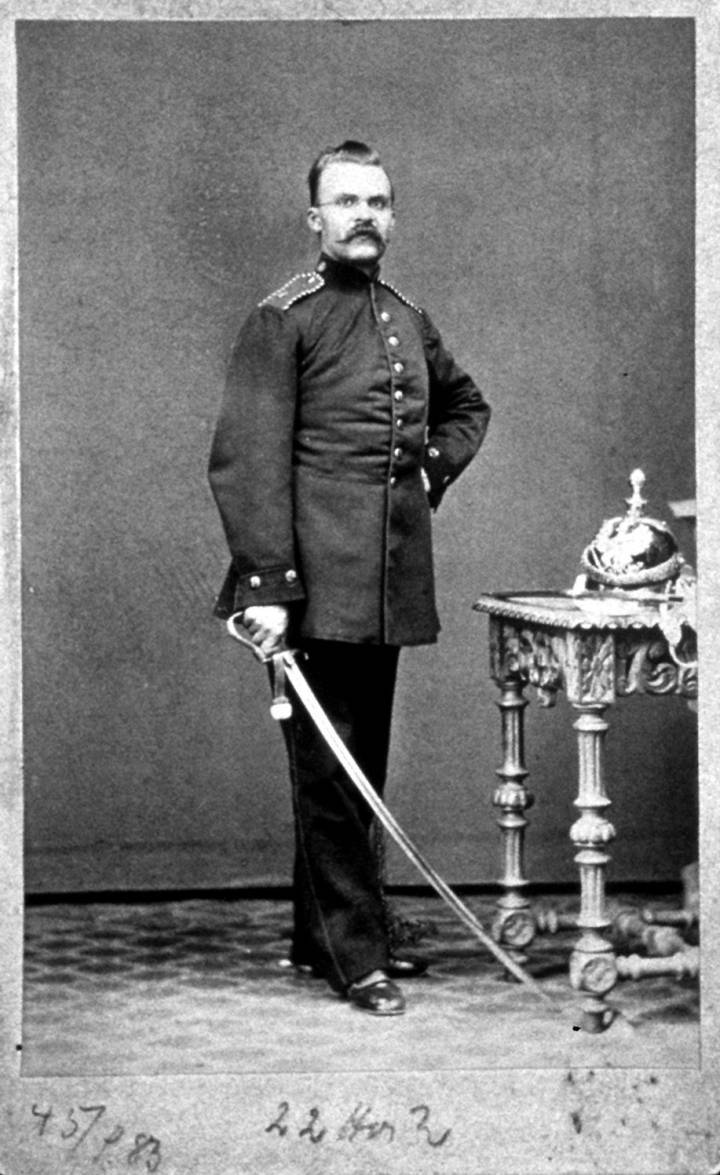
Nietzsche à l'âge de 24 ans, prenant la pose avec un sabre de l'armée prussienne.

### Origine du terme
Si le terme « Anti-Lumières » (Gegen-Aufklärung) a probablement été inventé par Nietzsche, c'est l'historien des idées Isaiah Berlin qui a été l'un des premiers à se pencher sur le discours d'un ensemble d'auteurs contre-révolutionnaires et romantiques. Dans un texte publié pour la première fois en 1973 dans le Dictionary of the History of Ideas, il tente de saisir la nature d'un mouvement qu'il désigne sous le nom de « contre-Lumière » (« Counter Enlightenment »).
Toutefois, dès la fin des années 1940, il est possible de trouver l'expression dans certains travaux universitaires anglo-saxons. Dans un article publié en 1949 dans Partisan Review, William Barrett, professeur de philosophie américain, utilise le terme pour désigner des auteurs tels qu'Edmund Burke ou bien William Blake, mais également Friedrich Nietzsche,.

### «Contre-Lumières» et «antiphilosophisme»
Si les termes « contre-révolution » et « antiphilosophisme » sont des expressions issues du XVIIIe siècle, les notions de « contre-Lumières » ou d'« Anti-Lumières » sont des constructions rétrospectives élaborées deux siècles plus tard. Dès lors, si ces deux derniers termes peuvent être considérés par certains auteurs comme synonymes, selon les thématiques employées, la conceptualisation du mouvement et la liste des penseurs qui l'incarnent diffèrent selon les recherches.
Au XVIIIe siècle, l'antiphilosophie accuse ses adversaires philosophes de monopoliser les devants de la scène culturelle et littéraire, mais aussi de vouloir renverser les autorités religieuses et civiles. Ils peuvent être rapprochés des apologètes, écrivains catholiques ou protestants qui défendent la religion chrétienne et prônent un retour aux sources de sa doctrine.
Comme le souligne Didier Masseau, même à son origine au siècle des Lumières, la diversité des usages dont fait l'objet le terme « antiphilosophie » nous prive aujourd'hui d'une définition précise et complète. Tout d'abord, ce mot ne présente pas de réelle unité doctrinale et, à cette époque, les divisions théologiques et politiques empêchent la constitution d'un mouvement chrétien unifié qui lutterait intellectuellement contre « l'impiété moderne ». Ensuite, les interférences entre les différents mouvements philosophiques et certaines tendances de l'antiphilosophisme rendent difficile une vision dichotomique entre « Philosophes » et « Antiphilosophes ».

### «Contre-Lumières» et «contre-Révolution»
Le terme de « contre-Lumières » ne doit pas non plus être confondu avec la « contre-Révolution ». Darren McMahon et Zeev Sternhell rappellent en effet que les oppositions aux philosophes du XVIIIe siècle ne peuvent être réduites aux discours qui ont rejeté la Révolution française,. En France, au cours des années 1750-1764, trois fronts s'étaient principalement opposés aux mouvements philosophiques et aux encyclopédistes : les apologistes (les jansénistes et les jésuites), des « gens de lettres » (avec l'approbation et la complicité du pouvoir civil pour opposer des contre-feux aux écrits philosophiques), et enfin les adversaires littéraires des encyclopédistes comme Charles Palissot ou Élie Fréron. L'ensemble de cette pensée antiphilosophique doit être distinguée du mouvement « contre-révolutionnaire » qui allait lui succéder entre la fin du XVIIIe siècle et le début du XIXe siècle, et ne préfigure en rien la position de ses acteurs dans le clivage entre révolutionnaires et opposants à la révolution,.
Sternhell précise bien que les assauts des contre-Lumières sont lancés bien avant la Révolution française et sans rapport avec elle, un demi-siècle séparant même la Science nouvelle (1744) de Giambattista Vico, œuvre pionnière de l'anti-rationalisme, de la chute de l'Ancien Régime en France. Johann Herder accueillera même la chute de la monarchie autoritaire avec enthousiasme. Aussi ajoute-t-il que le mouvement intellectuel et politique de la révolte contre les Lumières n'est pas une « contre-révolution », mais bien une « autre révolution », qui ne défend pas une « contre-modernité » mais une « autre modernité ».

## Contexte

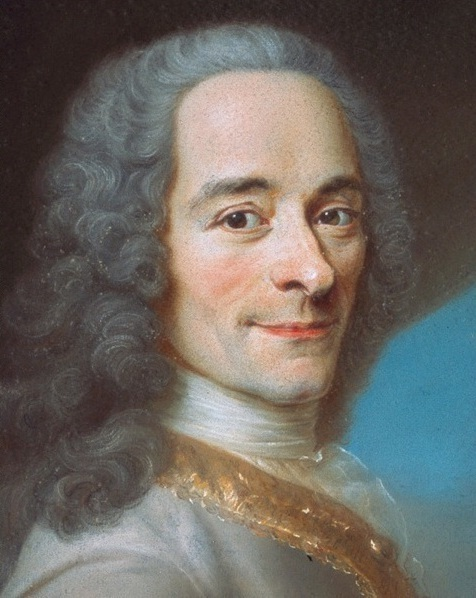
Voltaire, philosophe des Lumières et figure incontournable du milieu intellectuel européen au XVIIIe siècle.

Les Lumières se développent au cours du XVIIIe siècle, en France et en Grande-Bretagne surtout, et entreprennent de combattre l’irrationnel, l’arbitraire, l’obscurantisme et le joug des croyances traditionnelles et non vérifiées. Ces philosophes constituent, comme leurs opposants, d'abord un mouvement politique : ils voient le pouvoir du gouvernement comme le fondement de tout pouvoir et le seul instrument capable de changer l'ordre établi. L’influence de leurs écrits a d'ailleurs été déterminante dans les grands événements de la fin du XVIIIe siècle que sont la Déclaration d'indépendance des États-Unis et la Révolution française. Pour Zeev Sternhell, la destitution du roi de France vient même donner une existence politique au corpus intellectuel des Lumières.
Devant l'émergence de ce rationalisme culturel et politique, une riposte intellectuelle qui défend une culture politique et une vision du monde différentes se dessine chez certains auteurs. Pour Sternhell, Giambattista Vico constitue le « premier maillon de l'antirationalisme et de l'anti-intellectualisme, du culte du particulier et du refus de l'universel », puisqu'il est le premier à clamer le rejet des principes du droit naturel. Mais sa faible notoriété en dehors de l'Italie fait de Johann Gottfried Herder et Edmund Burke les véritables fondateurs de la culture contre-Lumières en termes d'influence directe et immédiate, ceux qui vont « fixer pour près de deux siècles le cadre conceptuel de la critique des Lumières ».
À partir de l'effondrement de l'Ancien Régime, la coupure entre les deux branches de la modernité devient donc une réalité historique. Quand la pensée des Lumières est traduite par la Déclaration des droits de l'Homme, Edmund Burke y oppose ses Réflexions sur la Révolution de France, où il définit les Lumières comme un esprit nourrissant un mouvement de conspiration intellectuelle, ayant pour but de détruire la civilisation chrétienne et l'ordre politico-social créé par elle.
Les Lumières étant eux aussi loin de représenter un groupe de pensées homogènes, il devient difficile de donner une définition à son opposition. Malgré l'unité artificielle qu'on a longtemps voulu leur prêter, Roland Mortier insiste dès 1972 sur la diversité des Lumières en montrant qu'elles n'offrent ni dogme, ni credo. Didier Masseau préfère s'en tenir à la définition d'un « faisceau d'attitudes multiples, répondant à des logiques différentes, dissimulées parfois sous des mots d'ordre communs ». Définir précisément les contre-Lumières devient donc aussi difficile que pour les Lumières, dans le sens où ils ne représentent pas un groupe uni et où leurs idées peuvent se confronter, malgré des fondements idéologiques communs.

## Théoriciens

### Idées communes
Malgré l'évidente diversité et les contradictions internes des contre-Lumières, Sternhell y voit, comme pour les Lumières, une tradition intellectuelle abritant une même cohérence et une même logique :

« C'est bien contre cette nouvelle vision de l'homme, de l'histoire et de la société, contre les nouvelles théories de la connaissance que se lèvent toutes les variantes des Anti-Lumières. »

Refusant à la raison la capacité et le droit de façonner la vie des hommes, les opposants aux Lumières partagent un projet social et politique fondé sur le déterminisme socio-culturel et « sur le culte de tout ce qui distingue et sépare les hommes : l'histoire, la culture, la langue […] ». L'harmonie spirituelle qui caractérisait le monde médiéval ayant été détruite par la Renaissance, ou la Réforme selon les auteurs, cette disparition a engendré la fragmentation de l'existence humaine, et, de ce fait, la décadence moderne :

« [Ils regrettent] le temps où l'individu, dirigé jusqu'à son dernier soupir par la religion […] n'avait d'existence que comme rouage d'une machine infiniment complexe dont il ignorait la destinée. Ainsi, courbé sur la glèbe sans poser de questions, il remplissait sa fonction dans la marche de la civilisation humaine. [C'est pour eux] le jour où […] l'homme est devenu individu possédant des droits naturels [qu'est] né le mal moderne […] et [leur] objectif reste la restauration de cette unité perdue. »

— Sternhell, Les Anti-Lumières

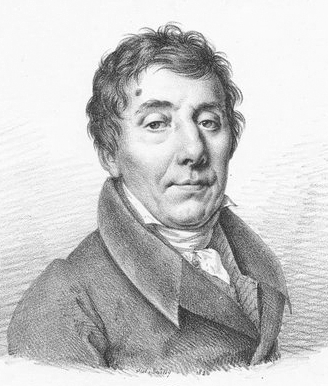
Louis de Bonald par Julien Léopold Boilly.

Mais ce n'est pas à la « raison » en tant que phénomène atemporel que s'opposent les contre-révolutionnaires, mais plutôt aux fondements philosophiques repris par les théoriciens de la Révolution. Si Joseph de Maistre a par exemple exalté les « préjugés » contre la « raison autonome », il a également proclamé, dans la tradition paulinienne, la possible conciliation entre le raisonnement et la foi :

« Dès que vous séparez la foi de la raison, la révélation ne pouvant plus être prouvée, ne prouve plus rien ; ainsi il faudrait toujours en revenir à l'axiome si connu de Saint Paul : « Que la loi est justifiée par la raison. » »

— Joseph de Maistre, Examen de la philosophie de Bacon (où l'on traite de différentes questions de philosophie rationnelle)

Ce présupposé chrétien se retrouve aussi dans la pensée de Louis de Bonald, qui n'oppose pas un obscurantisme religieux aux principes rationnels de la philosophie, mais cherche à concilier la « foi » du croyant avec sa « raison » :

« On veut nous ramener sans cesse à la pure raison ; c'est à la seule raison que je m'adresse : on rejette l'autorité de la théologie et la certitude de la foi ; je n'invoque que l'autorité de l'histoire et le témoignage de nos sens : et la raison aussi conduit l'homme à la foi . »

— Louis de Bonald, Théorie du pouvoir politique et religieux

### Johann Georg Hamann

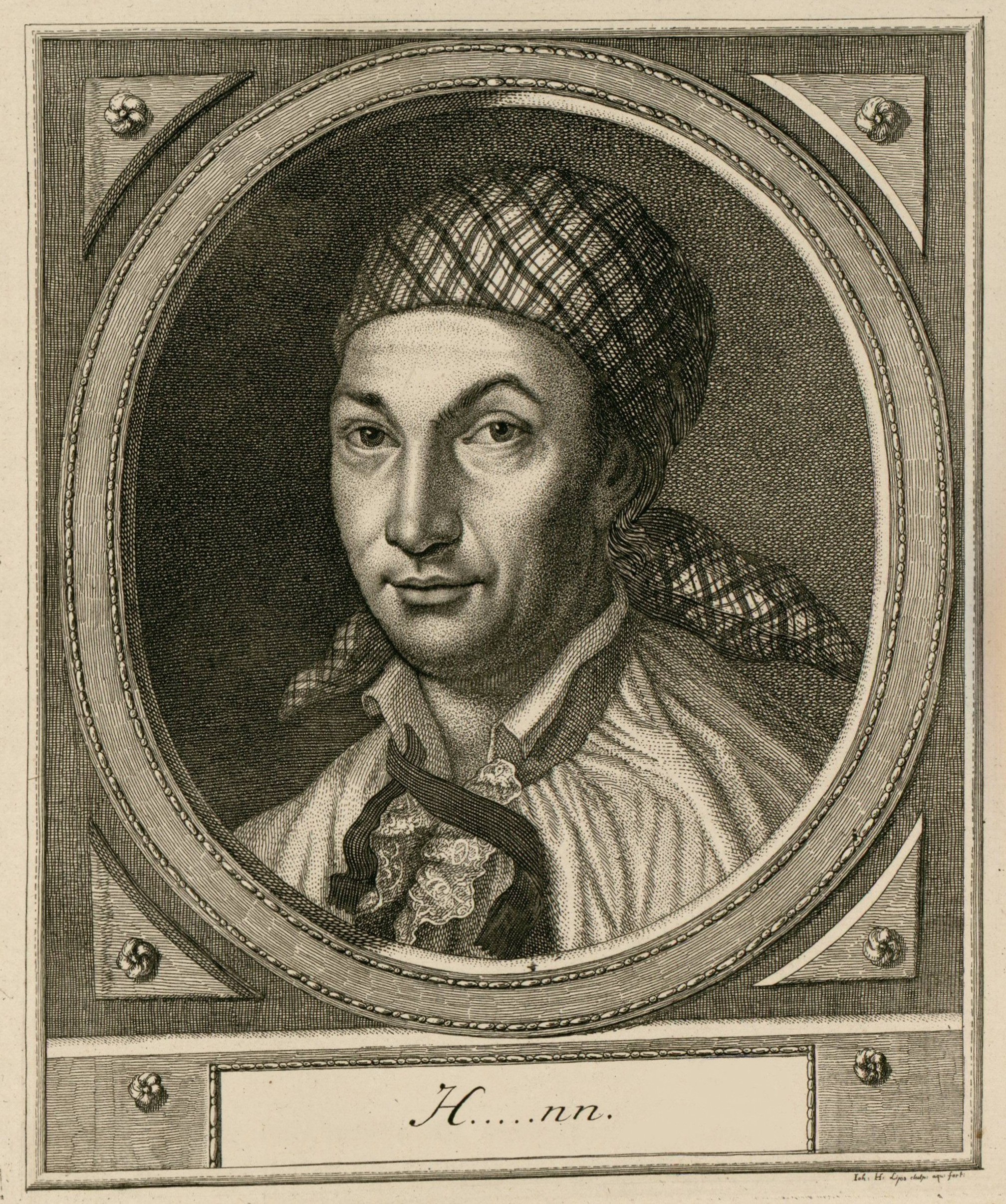
Johann Georg Hamann, dit « le Mage du Nord ».

D'après Isaiah Berlin, le penseur mystique Johann Georg Hamann fut au XVIIIe siècle « l'ennemi le plus cohérent, le plus extrême et le plus implacable des Lumières et, en particulier, de toutes les formes de rationalisme de son temps ». Il est le premier grand auteur à s'opposer avec intransigeance à la philosophie des Lumières et à ce qu'il considère être son « culte de la Raison ». Ses attaques sont plus inflexibles et plus vives encore que celles des critiques ultérieurs, et il apparaît comme le vrai fondateur d'une tradition polémique antirationaliste qui se poursuit avec Johann Herder. 
Selon Hamann, la révélation est le seul chemin qui mène vers la compréhension véritable de l'existence. La prière, la méditation, la vie chrétienne et l'« esprit d'innocence » sont pour lui nécessaires au maintien de la santé de l'âme. Il conçoit la nature dans son ensemble comme un livre dans lequel, en lettres immenses et lumineuses, ceux qui savent lire peuvent lire toute l'histoire du monde et de l'homme. Toutes les choses forment en ce sens un grand manuscrit hiéroglyphique qui ne nécessite qu'une clef, fournie par la seule parole de Dieu, pour révéler la nature, le destin de l'homme et sa relation avec le monde et avec Dieu. 
Hamann exercera une influence à la fois directe et indirecte sur la révolte romantique du Sturm und Drang, et sur la critique de l'universalisme et de la méthode scientifique telle qu'elle s'exprimera en occident au cours du siècle suivant.

### Johann Gottfried Herder

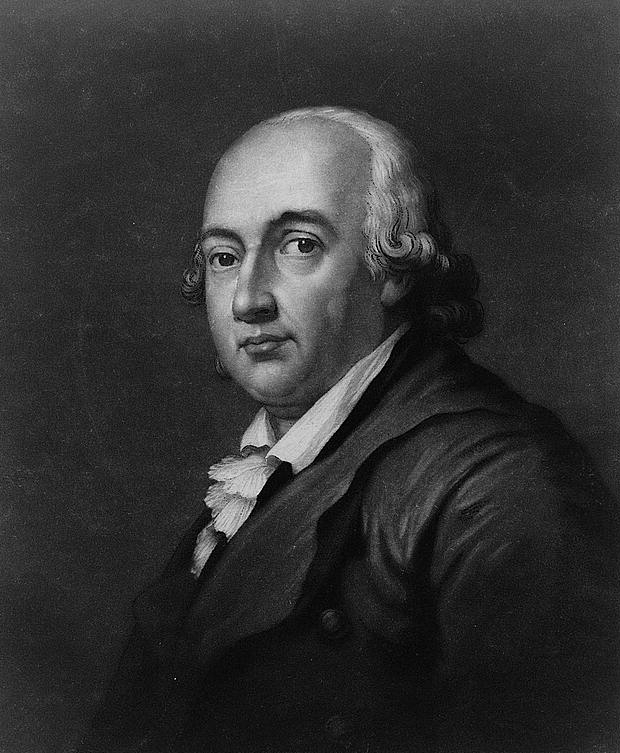
Johann Gottfried von Herder.

Le philosophe allemand Johann Gottfried Herder figure parmi les premiers penseurs de la modernité alternative des Anti-Lumières. En 1774, il rédige un pamphlet nommé Autre philosophie de l'histoire dans lequel il défend une « modernité communautarienne, historiciste, nationaliste, une modernité pour qui l'individu est déterminé et limité par ses origines ethniques, par l'histoire, par sa langue et par sa culture », contre la vision de la modernité rationaliste portée par Voltaire, Montesquieu ou Rousseau, celle « porteuse de valeurs universelles, de la grandeur et de l'autonomie de l'individu, maître de son destin. »
Pour Herder, l'homme est ce qu'ont fait de lui ses ancêtres, la « glèbe » (Erdscholle) où ils sont enterrés et où lui-même est venu au monde. La politique, en tant qu'elle est extérieure à l'homme, ne les façonne pas et c'est bien la culture qui constitue son essence.

### Edmund Burke

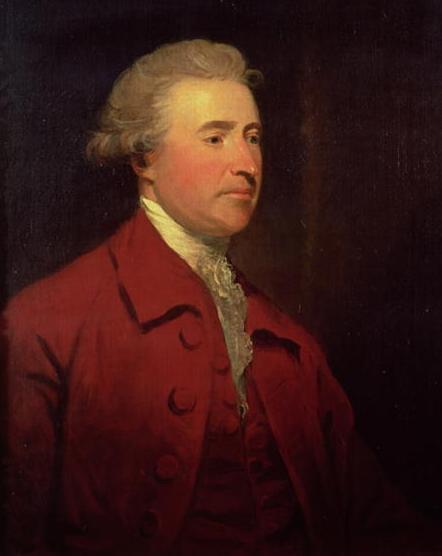
Edmund Burke.

Pour Edmund Burke, l'essence des Lumières consiste à accepter pour seul et unique verdict celui de la raison. Celle-ci devient alors le seul critère de légitimité de toutes les institutions humaines, oubliant par la même l'histoire, la tradition, les coutumes ou l'expérience. Niant à la raison le pouvoir de mettre en cause l'ordre existant, il ajoute que, de toute façon, la capacité d'une société à assurer à ses membres une vie décente ne saurait non plus trouver satisfaction aux yeux des hommes des Lumières et fonder la légitimité de leur société. Une vie décente ne leur suffirait pas : ils exigent le bonheur, autrement dit l'utopie.
Autrement dit, dans la pensée burkienne, tout ce qui existe a été consacré par l'expérience et la sagesse collective, et possède une raison d'être qui peut ne pas être claire à tout moment pour chaque individu, mais qui est le fruit de la volonté divine, naturellement omniprésente dans l'histoire. Une société ne peut donc exister que par le respect de l'Église et de ses élites, que les Lumières veulent remplacer par une élite nouvelle au service de leurs propres idées.

### Joseph de Maistre

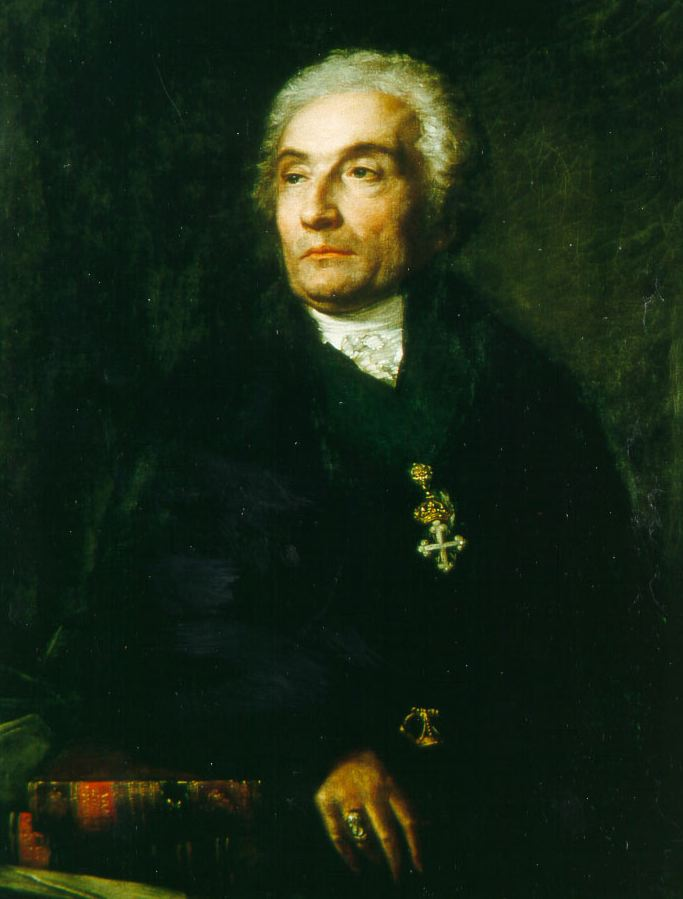
Joseph de Maistre.

Pour Joseph de Maistre, le grand combat du XIXe siècle oppose le « philosophisme » et le « christianisme » :

« La génération présente est témoin de l'un des plus grands spectacles qui ait jamais occupé l'être humain : c'est le combat à outrance du christianisme et du philosophisme »

— Écrits sur la Révolution, Paris, Quadrige/PUF, 1989, « Considérations sur la France » (1797), p. 137
Face à la croyance à l'évidence naturelle du droit des hommes à la liberté, il rappelle que l'esclavage, « ancre de la société », a fait l'objet, dans l'Antiquité, d'une approbation morale universelle. Devant l'idée de la souveraineté du peuple, il fait remarquer que, même en démocratie, le pouvoir appartient toujours au petit nombre.

Au rêve d'une paix perpétuelle, il rappelle que « la terre entière, [est] continuellement imbibée de sang » et l'horreur de la guerre lui semble une preuve de sa divinité : il tient le bourreau pour sacré et nie tout droit de résistance à l'autorité politique. Affirmant la nécessité de l'intolérance, il fait l'éloge de l'Inquisition, qu'il présente comme une institution « bonne et douce ». Il refuse par ailleurs l’idée d’un Homme universel et déraciné, mais croit à la particularité de chaque peuple et de chaque nation :

« Il n’y a point d’homme dans le monde. J’ai vu dans ma vie des Français, des Italiens, des Russes ; je sais même, grâce à Montesquieu, qu’on peut être Persan ; mais quant à l’homme je déclare ne l’avoir rencontré de ma vie ; s’il existe c’est bien à mon insu. »

— Écrits sur la Révolution, Paris, Quadrige/PUF, 1989, « Considérations sur la France » (1797)

Si la philosophie « rationnelle » du XVIIIe siècle est condamnée sans appel par Joseph de Maistre, celui-ci ne la désigne pas sous l'expression « les Lumières ». La condamnation porte en réalité sur un état d'esprit qui a détourné la philosophie de la religion, et non pas sur un courant de pensée dont la cohérence doctrinale est le fruit des constructions intellectuelles des Lumières :

« Que j'en veux surtout à ces Français qui ont abandonné, oublié, outragé même le Platon chrétien né parmi eux […] pour céder le sceptre de la philosophie rationnelle à cette idole ouvrage de leurs mains, à ce faux dieu du XVIIIe siècle, qui ne sait rien, qui ne dit rien, qui ne peut rien, et dont ils ont élevé le piédestal devant la face du Seigneur, sur la foi de quelques fanatiques encore plus mauvais philosophes . »

— Écrits sur la Révolution, Paris, Quadrige/PUF, 1989, « Considérations sur la France » (1797), p. 365-366

## Héritage

### Dans les totalitarismes duXXesiècle(Isaiah Berlin)

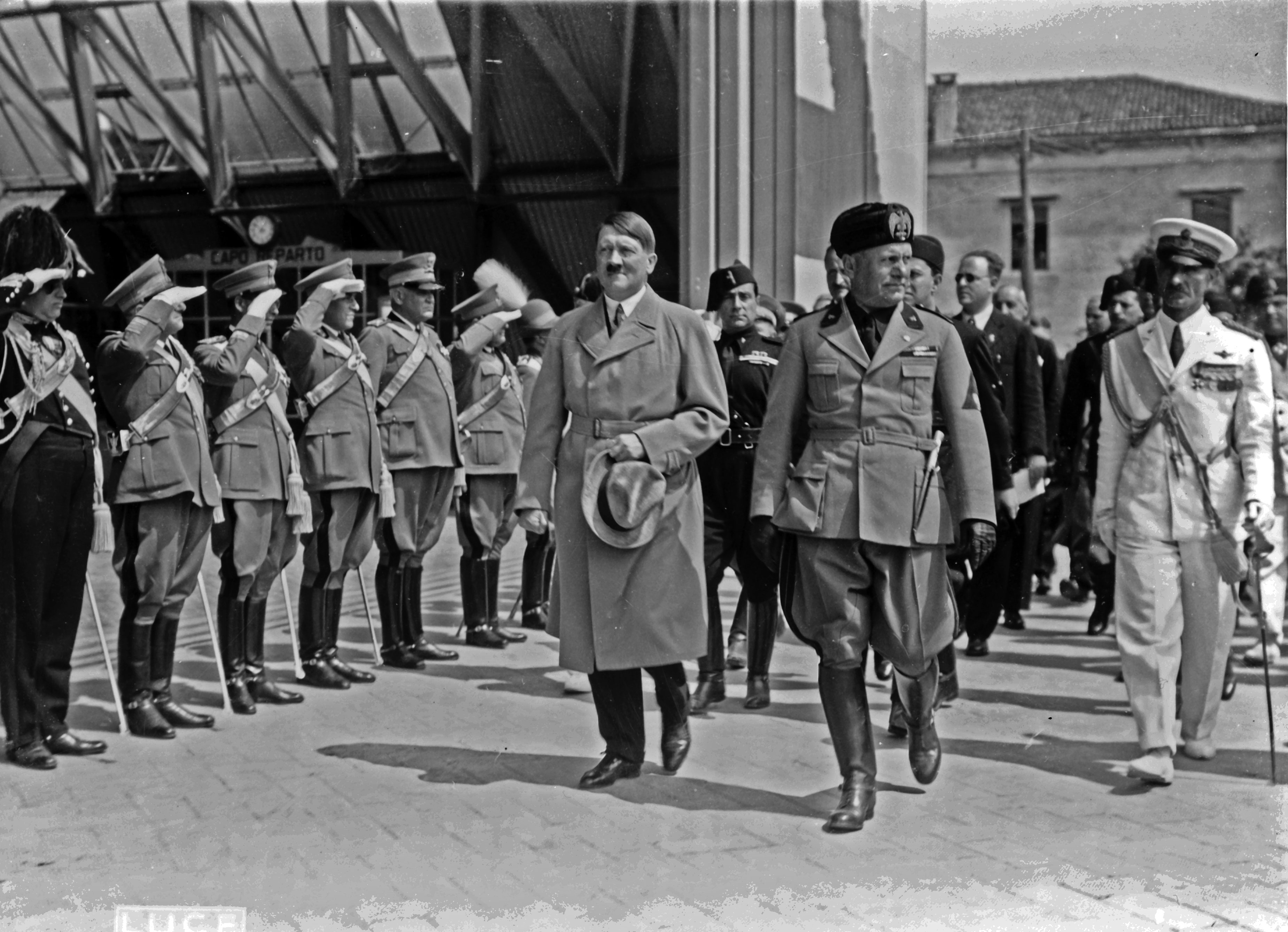
Adolf Hitler et Benito Mussolini en 1934.

L'historien des idées Isaiah Berlin est le premier à produire une étude importante sur des auteurs contre-révolutionnaires romantiques. Au sein d'un contexte politique marqué par la guerre froide, où l’attention est focalisée sur les filiations entre la pensée marxiste et le régime stalinien, le projet intellectuel de Berlin consiste à rechercher dans l'opposition aux Lumières les signes annonciateurs des doctrines totalitaires du XXe siècle, ainsi que les mises en garde contre les apories des régimes démocratico-capitalistes qui se servent de l'universalité des valeurs prônées par les Lumières pour homogénéiser les mentalités. Libéral et anticommuniste, Berlin dénonce lui-même une partie de la pensée des Lumières, notamment à la liberté « positive » de Rousseau, qu'il accuse d'avoir trahi la cause qu'il défendait et d'être « l'un des ennemis les plus sinistres et redoutables de la liberté. »
 

Isaiah Berlin définit d'abord les philosophes des Lumières, malgré leurs divergences doctrinales, par un mouvement estimant qu'il est possible d’édifier un système cohérent de lois et de buts universels communs à toute l’humanité, susceptible de remplacer les dogmes, les superstitions et les préjugés maintenus par ceux qui gouvernaient les individus :

« Les penseurs [des Lumières], certes, n’étaient pas d’accord sur la nature de ces lois, sur la façon de les découvrir, ou sur la question de savoir qui serait le mieux qualifié pour les exposer. Mais que ces lois fussent bien réelles, et connaissables avec certitude, ou du moins de façon probable, ne faisait de doute pour personne : c’était le dogme central de toute la philosophie des Lumières. »

Berlin construit ensuite sa réflexion sur les « contre-Lumières » et retrace la diversité des attaques contre le rationalisme, en mobilisant des penseurs tels que Giambattista Vico, pour sa théorie du développement cyclique des civilisations, Johann Hamann, pour son apologie de la foi contre la raison ou Johann von Herder, pour ses propos au sujet de la singularité des existences. Malgré l’hétérogénéité du refus des théories de la philosophie des Lumières, ces auteurs rejettent tous les principes universels et l’accessibilité pour tous les individus aux lois de la raison. 
Les doctrines des « contre-Lumières », selon Berlin, peuvent « prendre un tour conservateur ou libéral, réactionnaire ou révolutionnaire, selon l’ordre des réalités auquel elles s’attaquaient. » Pour lui, l’une des préfigurations aux doctrines fascistes est particulièrement marquée par les idées du philosophe Joseph de Maistre. Il estime que les « sombres théories » de Maistre allaient inspirer le mouvement monarchiste, puis le mouvement nationaliste et, « pour finir, elles allaient s’incarner, sous leur forme la plus violente et la plus pathologique, dans ces théories fascistes et totalitaires du vingtième siècle »  :

« Maistre pensait que les hommes étaient des animaux mauvais par nature, enclin à l’autodestruction, pleins de pulsions contradictoires […] et le seul moyen d’assurer leur survie et leur salut est de les soumettre à un contrôle constant et à une discipline rigoureuse. […] Le raisonnement, l’analyse, la critique, ébranlent les fondements de la société et détruisent sa substance […]. Il faut que la source de l’autorité soit absolue, et si terrifiante, que la moindre tentative de la mettre en doute entraîne immédiatement de formidables sanctions. C’est ainsi seulement que les hommes apprendront à obéir. […] Le pouvoir suprême, et tout particulièrement l’Église, ne doit jamais chercher à s’expliquer ou à se justifier en termes rationnels : car ce qu’un homme peut démontrer, un autre peut le réfuter. »

Reprenant, sans le nommer, le concept de Carl Schmitt selon lequel le « politique » est caractérisé par la distinction entre l’« ami » et l’« ennemi », Isaiah Berlin insiste sur le fait que la pensée maistrienne combattait et désignait un « ennemi », et c’est à partir de ce critère qu’il voit un rapport entre celle-ci et le fascisme :

« [Les maîtres désignés des hommes] doivent accomplir le devoir qui leur a été confié par leur créateur (qui a fait de la nature un ordre hiérarchique) par l’imposition impitoyable des règles […] et une tout aussi impitoyable extermination de l’ennemi. Et qui est l’ennemi ? Tous ceux qui jettent de la poudre aux yeux du peuple ou cherchent à subvertir l’ordre établi. […] Il rassemble, pour la première fois et avec précision, la liste des ennemis du grand mouvement contre-révolutionnaire qui culmina dans le fascisme. »

Darrin MacMahon a adressé un certain nombre de critiques aux textes d'Isaiah Berlin sur les « contre-Lumières ». Selon lui, il serait dérisoire de chercher dans la pensée contre-révolutionnaire théocratique des préfigurations aux catastrophes de la modernité, en faisant parler un auteur de ce dont il ne parlait pas et en rapprochant sa pensée de problématiques qui n’étaient pas les siennes.

### Dans le néoconservatisme (Z. Sternhell)

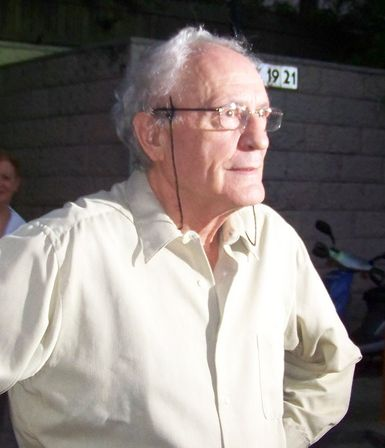
Zeev Sternhell.

Dans son ouvrage Les Anti-Lumières, l'historien des idées Zeev Sternhell estime que les oppositions doctrinales depuis la fin du XVIIIe siècle se fondent sur l'affrontement entre les héritiers des Lumières, les progressistes et les universalistes ; et ceux des Anti-Lumières, les conservateurs, néoconservateurs et réactionnaires :

« Si la modernité éclairée est celle du libéralisme qui mène à la démocratie, l'autre modernité […] prend dans la rue les contours de la droite révolutionnaire, nationaliste communautarienne […], ennemie jurée des valeurs universelles. »

Après la première génération de penseurs contre-Lumières incarnée par Johann Gottfried Herder et Edmund Burke, une nouvelle vague apparaît tout au long du XIXe siècle en Angleterre puis en France, et prend de l'ampleur face à la démocratisation de la vie politique et les événements politiques de l'époque comme le printemps des peuples ou la Commune de Paris. Portée par Thomas Carlyle, Ernest Renan ou Hippolyte Taine, cette pensée théorise la longue chute d'une civilisation occidentale communautaire et imprégnée de la crainte de Dieu, victime de la décadence démocratique et de l'emprise du matérialisme. Pour Sternhell, ces grandes lignes idéologiques vont sceller la critique de la modernité rationaliste pour un siècle et demi. Leur solution est de déraciner l'idée de la toute-puissance de l'individu, reconstituer des communautés organiques et mettre fin au suffrage universel et à l'égalité.
C'est au début du XXe siècle, alors que la démocratisation de la vie politique et l'instruction obligatoire deviennent une réalité pour une nouvelle génération, que la troisième vague apparaît, avant de « déferler sur l'Europe de l'entre-deux-guerres » et « préparer la catastrophe européenne qui va suivre ». Les interrogations sur la décadence civilisationnelle, l'horreur de la culture de masse et de la démocratie, ainsi que le culte de « l'âme populaire » reprennent souvent, du moins en partie, les conclusions et les postulats d'Herder, de Burke ou encore de Renan.
Cet affrontement n'est pas pour autant de nature manichéenne, ou un simple prolongement artificiel de la querelle des Anciens et des Modernes. Sternhell essaie plutôt de démontrer qu'il a existé, et qu'il existe toujours, deux façons antagonistes de concevoir la modernité : une qui utilise comme arguments, suivant l'époque, la recherche du bonheur individuel, la liberté, la promesse du progrès, la laïcisation des esprits, etc. ; et une autre qui défend les valeurs civilisationnelles, les particularismes ou les communautés.

#### Ouvrages
- Zeev Sternhell, Les Anti-Lumières : Du XVIIIe siècle à la guerre froide, Fayard, coll. « L'espace du politique » (ISBN 978-2-213-62395-5 et 2-213-62395-3)
- Isaiah Berlin, « The Counter Enlightenment », dans Isaiah Berlin, À contre-courant : Essais sur l'histoire des idées [« Against the Current : Essays in the History of Ideas »], Paris, Albin Michel, 1988 (ISBN 978-2226034304)
- Darrin MacMahon, Ennemies of the Enlightenment, the French Counter-Enlightenment and the Making of Modernity,, Oxford, Oxford University Press, 2001
- Didier Masseau, Les ennemis des philosophes : L'antiphilosophie au temps des Lumières, Paris, Albin Michel, 2000, 464 p. (ISBN 978-2-226-21332-7, lire en ligne)

#### Articles
- Jean Zaganiaris, « Qu'est-ce que les « Contre-Lumières » ? », Raisons politiques, vol. n° 35,‎ 2009 (ISSN 1291-1941, lire en ligne, consulté le 24 novembre 2015)
- Jean Zaganiaris, « Des origines du totalitarisme aux apories des démocraties libérales : interprétations et usages de la pensée de Joseph de Maistre par Isaiah Berlin », Revue française de science politique, vol. Vol. 54,‎ 1er décembre 2004 (ISSN 0035-2950, lire en ligne, consulté le 24 novembre 2015).
- Marc Riglet, « Les anti-Lumières. De l’affrontement à l’effritement », Humanisme, 2012/3 (N° 297), p. 64-67.